# Michel Kikoïne
Michel Kikoïne (Mijaíl Péretsovich Kikoin, Михаил Перецович Кикоин) (Réchytsa, Bielorrusia, 31 de mayo de 1892 - Cannes, 4 de noviembre de 1968) fue un pintor francés de origen ruso y ascendencia judía. De estilo expresionista, perteneció a la llamada Escuela de París.
Hijo de un banquero de la pequeña ciudad de Gómel, en Bielorrusia, empezó a estudiar en la Escuela de Dibujo Kruger en Minsk. Allí conoció a Chaïm Soutine, con quien tendría una amistad de por vida. Con Soutine estudió posteriormente en la Escuela de Bellas Artes de Vilna, coincidiendo también con Pinchus Krémègne. En 1911, se trasladaron todos a París, donde se unieron a la cada vez mayor comunidad artística del barrio de Montparnasse. 
Durante un tiempo, el joven artista residió en La Ruche, mientras estudiaba en la École Nationale Supérieure des Beaux Arts. En 1914 se casó con una joven de Vilna, con quien tendría una hija y un hijo, Jankel Jacques, también pintor. El mismo año de su matrimonio, Kikoïne fue voluntario para luchar en el ejército francés en la Primera Guerra Mundial. En 1919 tuvo su primera exposición en París, después de lo cual expone con regularidad en el Salón de Otoño. Su obra tuvo un éxito suficiente para proporcionar un estilo de vida razonable para él y su familia, lo que les permitió pasar los veranos pintando paisajes en el sur de Francia, el más notable de los cuales es su Paisaje Cézanniano, inspirado en la obra de Paul Cézanne.
Sus compañeros artistas contemporáneos y amigos incluyeron: Chaim Soutine, Isaac Frenkel Frenel, Jules Pascin y otros artistas judíos de la Escuela de París.
Con el estallido de la Segunda Guerra Mundial y la posterior ocupación de Francia por los alemanes, Kikoïne y su familia fueron confinados en campos de concentración. Hasta el final de la guerra se quedaron cerca de Toulouse. Después de la liberación aliada de Francia, regresó a París, realizando principalmente desnudos, retratos y autorretratos. En 1958 se trasladó a Cannes, en la costa del Mediterráneo, donde volvió a la pintura de paisaje hasta su fallecimiento en 1968. En 2004, en la Universidad de Tel Aviv (Israel), un ala nueva de la Genia Schreiber University Art Gallery fue bautizada con su nombre.